# 厚壁秋海棠
厚壁秋海棠（学名：Begonia silletensis）是秋海棠科秋海棠属的植物。分布在印度以及中国大陆的云南等地，生长于海拔600至800（2,000至2,600英尺）的地区，见于水边山谷湿地阴湿林中，目前已由人工引种栽培。